# 萊恩·沃格索恩
萊恩·安德魯·沃格索恩（英語：Ryan Andrew Vogelsong，1977年7月22日—），為前美國職棒大聯盟的投手，生涯曾效力於巨人、海盜，以及日職的阪神虎和歐力士野牛等隊。沃格索恩身材高大，身高193公分，體重98公斤。
沃格索恩生涯初期表現平平，2011年重返巨人後表現大復活，同年入選明星賽。2012年，他連續16場優質先發，在季後賽拿下3勝0敗，防禦率1.09，幫助巨人拿下世界大賽冠軍。

## 職業生涯

### 舊金山巨人
1998年大聯盟選秀，巨人在第五輪選進沃格索恩。2000年9月2日，沃格索恩登上大聯盟。2001年，沃格索恩表現不佳，整季不僅一勝難求，還吞下5敗，防禦率高達6.75。

### 匹茲堡海盜
2001年7月30日，巨人將沃格索恩和Armando Ríos交易到海盜，換來傑森·施密特和John Vander Wal。結果沃格索恩只在海盜出賽2場比賽，就動了湯米約翰手術，導致2002年球季直接報銷，並一直到2003年球季末才重返大聯盟。
2004年，沃格索恩拿下6勝13敗，防禦率6.50。不過他在隔年轉往牛棚發展後表現反彈，整季拿下2勝2敗，防禦率4.43。

### 阪神虎

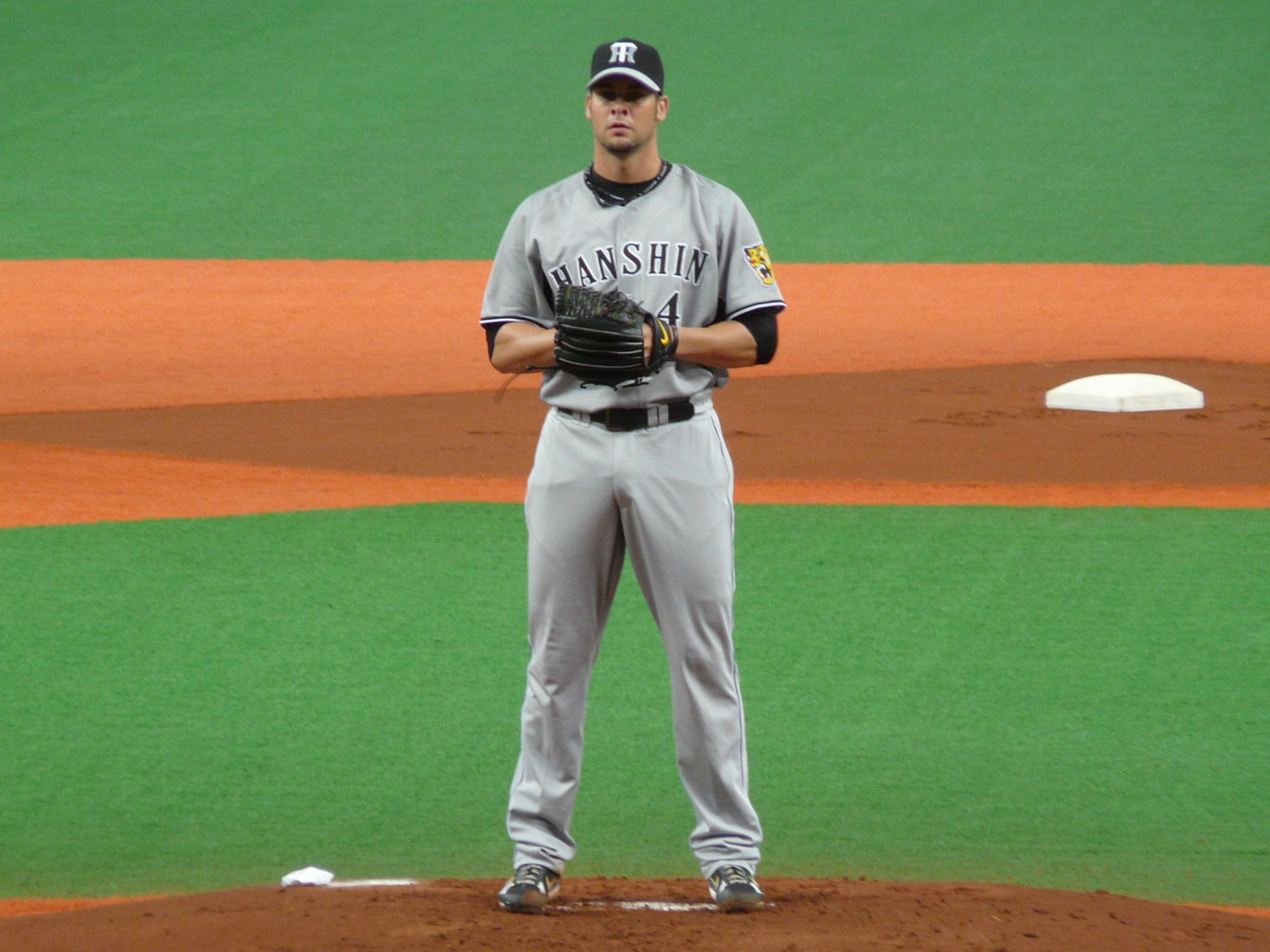
2008年的沃格索恩

2007年，沃格索恩加盟日職的阪神虎。他在日職初登板的對手是未來的大聯盟投手川上憲伸。4月12日，沃格索恩收下賽季首勝，還在2局下敲出在日職的首轟。

### 歐力士野牛
2009年，沃格索恩與歐力士野牛簽下一年合約。

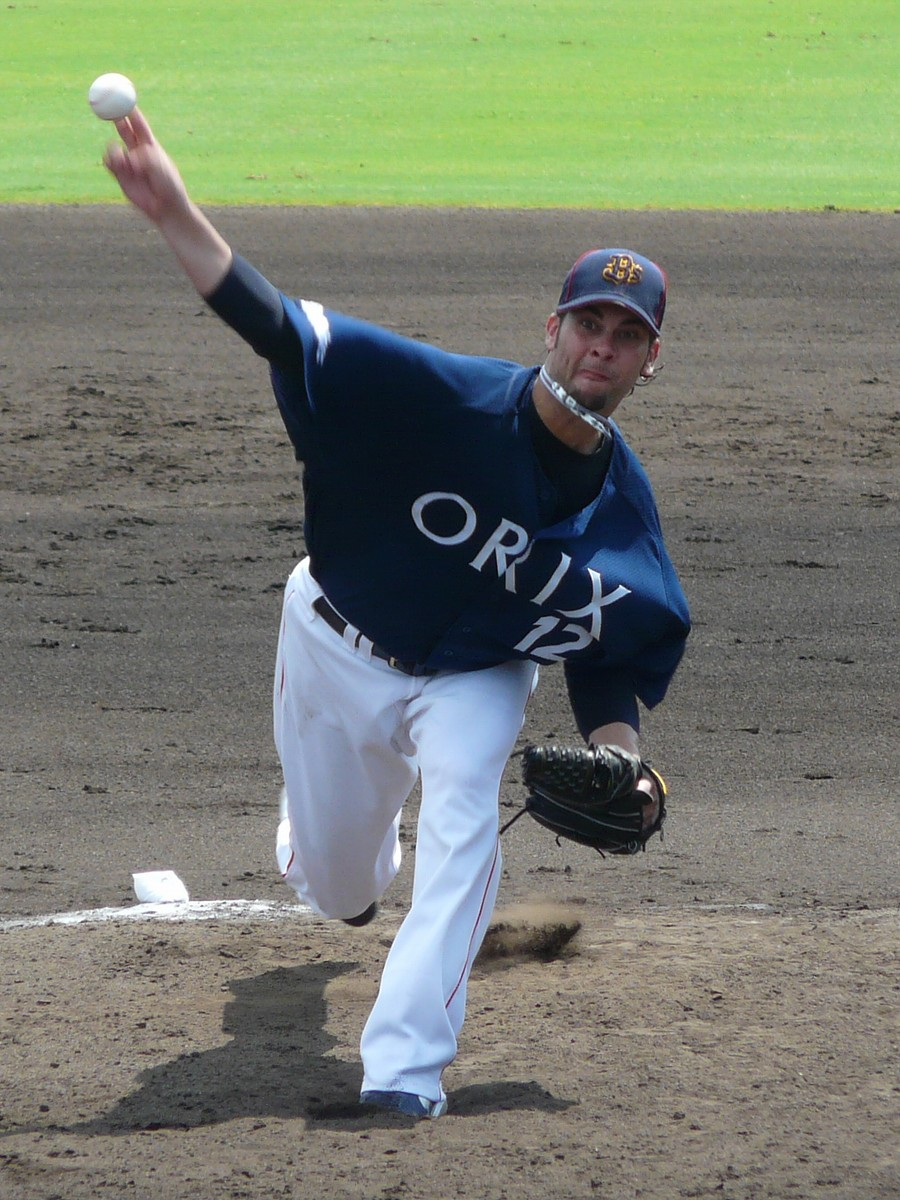
2009年的沃格索恩

### 費城費城人
球季結束後，沃格索恩與費城人簽下小聯盟約。他在3A拿下2勝5敗，防禦率4.91，最後他在2010年7月15日遭到釋出。

### 洛杉磯安那罕天使
2010年7月28日，沃格索恩與天使簽下小聯盟約。他在3A拿下1勝3敗，防禦率4.66。球季結束後，他還是被天使釋出。

### 重返舊金山
2011年，沃格索恩與巨人簽下小聯盟約。後來球隊因為貝瑞·齊托受傷，而將沃格索恩拉上大聯盟支援。4月28日，他再度敲出安打，並獲得睽違已久的大聯盟勝投。2011年上半季，沃格索恩拿下6勝1敗，防禦率2.17，而他也順利入選明星賽。這年沃格索恩主要以先發身份上場，拿下13勝7敗，防禦率2.71。沃格索恩後來也表示自己在2010年有去委內瑞拉打冬季聯盟，之前他在大聯盟僅有10勝22敗，防禦率5.86。去了委內瑞拉後確實讓他的球技變得更加進步。
2012年1月，沃格索恩與巨人簽下2年830萬美元的合約。上半季他拿下7勝4敗，不過並未入選明星賽，他也成為2001年來首位未入選明星賽的聯盟防禦率領先者。整季他拿下14勝9敗，防禦率3.37。2012年國家聯盟分區賽第三場，沃格索恩先發僅失1分，最後巨人在延長賽打敗紅人。2012年國家聯盟冠軍賽第二場，沃格索恩一樣先發僅失1分，巨人再度收下勝利。第六場，巨人當時2勝3敗面臨淘汰，不過沃格索恩主投6局送出9次三振只失1分，不僅幫助巨人扳平戰局，最後甚至逆轉挺進世界大賽。
到了世界大賽第三場，沃格索恩一樣發揮宰制力奪勝。他在季後賽已經拿下3勝0敗，防禦率1.69。巨人隊史上也就只有他和克里斯提·馬修森能夠在季後賽連續4場先發失分低於1分而已。
2013年，做為球隊5號先發的沃格索恩表現並不出色，前9場先發僅拿下2勝4敗，防禦率7.19。他在5月20日被克雷格·史丹曼的觸身球打碎手掌的兩塊骨頭。他休息很久後終於在球季末回歸，並在最後兩個月繳出1.46的防禦率。整季他拿下4勝6敗，防禦率5.73。球季結束後，他與巨人續簽一年500萬美元的合約。
2014年，沃格索恩先發32場比賽寫下生涯新高，整季拿下8勝13敗，防禦率為4.00。他在季後賽先發3場全都無關勝敗，不過最後巨人都贏球。最終巨人4勝3敗打敗皇家，拿下世界大賽冠軍。
2015年1月23日，沃格索恩與巨人續簽1年400萬美元的合約。9月3日，他敲出大聯盟首轟。

### 生涯後期
2015年12月18日，沃格索恩與海盜簽下一年合約。2016年5月23日，他被Jordan Lyles的觸身球擊中眼睛，並隨即進入傷兵名單。
2017年1月10日，沃格索恩與雙城簽下小聯盟約。他在春訓的防禦率高達7.72，這也導致他在球季開打前就被球團釋出。2017年9月17日，巨人在主場進行沃格索恩的退休儀式，來紀念這位幫助巨人拿下兩屆世界大賽冠軍的名將。

## 生涯投球成績
| 勝投 | 敗投 | 防禦率 | 出賽場次 | 先發 | 完投 | 完封 | 投球局數 | 安打 | 失分 | 自責分 | 全壘打 | 保送 | 三振 | 暴投 | 觸身球 |
| ---- | ---- | ------ | -------- | ---- | ---- | ---- | -------- | ---- | ---- | ------ | ------ | ---- | ---- | ---- | ------ |
| 61   | 75   | 4.48   | 289      | 179  | 2    | 1    | 1190.0   | 1204 | 641  | 592    | 129    | 471  | 900  | 31   | 64     |

## 個人生活
沃格索恩在2006年結婚，並和妻子育有1子。

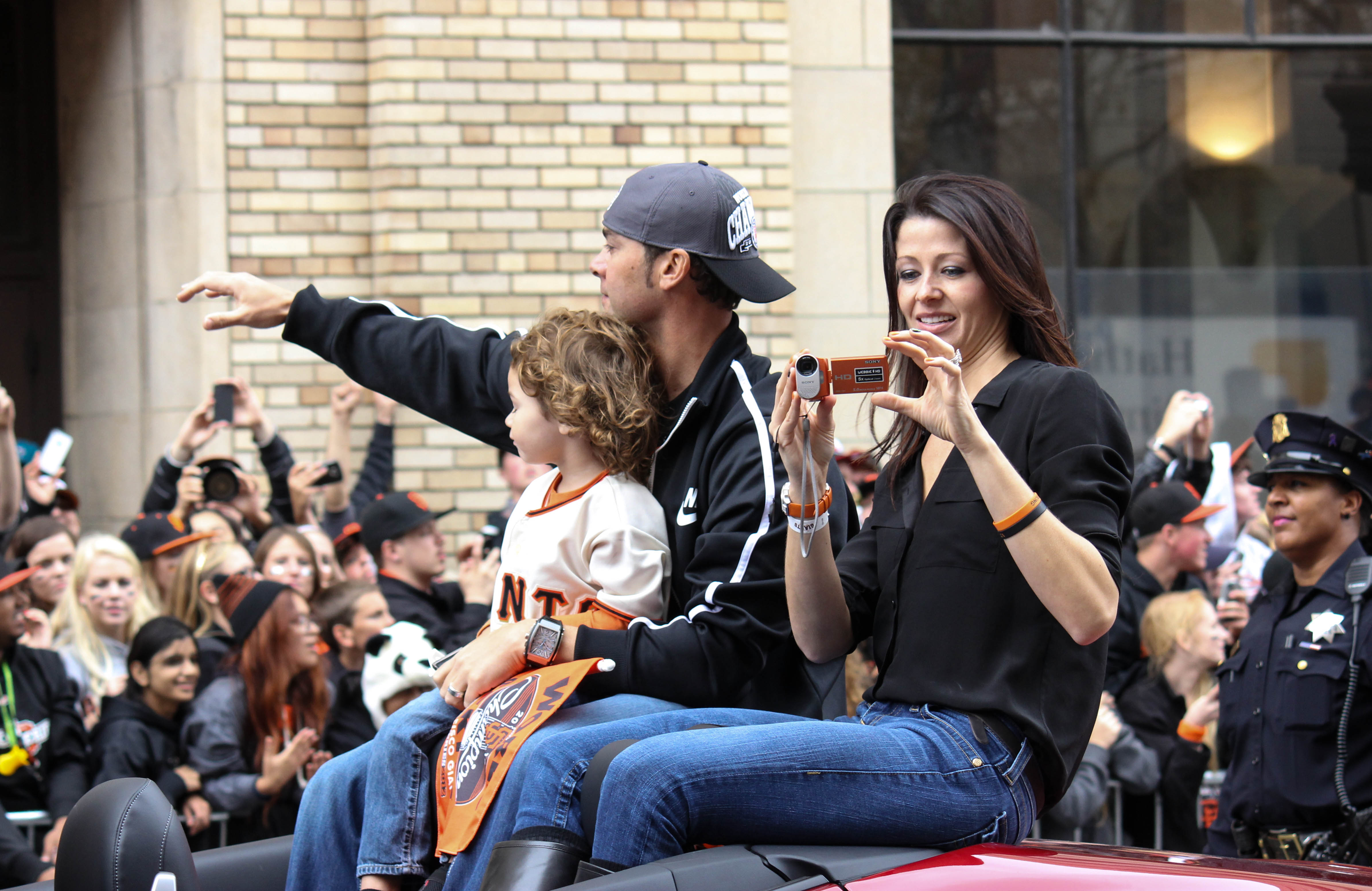
2012年，沃格索恩一家參與巨人奪冠大遊行

2019年9月，沃格索恩一家住在喬治亞州，他和巨人前隊友Jeff Francoeur、Mark DeRosa及哈維爾·洛佩茲都成為了鄰居。

## 外部連結
- 球員資訊和成績在MLB，ESPN，Baseball-Reference，Fangraphs（英文）
- 萊恩·沃格索恩在台灣棒球維基館上的頁面（繁體中文）